# Dmytro Pawłyczko
Dmytro Wasyliowycz Pawłyczko (ukr. Дмитро́ Васи́льович Павли́чко, ur. 28 września 1929 w Stopczatowie; zm. 29 stycznia 2023) – ukraiński poeta, tłumacz, krytyk literacki, działacz społeczny, polityk. W latach 1999–2001 ambasador Ukrainy w Polsce.

## Życiorys
Urodził się w rodzinie chłopskiej. Od jesieni 1945 do lata 1946 był przetrzymywany w areszcie, na podstawie sfabrykowanych dowodów oskarżony o przynależność do Ukraińskiej Powstańczej Armii. W roku 1953 ukończył studia na wydziale filologicznym Uniwersytetu Lwowskiego, kierował działem poezji magazynu „Żowteń”. Po przeprowadzce do Kijowa pracował w sekretariacie Związku Pisarzy Ukrainy. W latach 1971–1978 był redaktorem magazynu „Wseswit”.
Był jednym z organizatorów Ludowego Ruchu Ukrainy na rzecz Przebudowy, Demokratycznej Partii Ukrainy, pierwszym przewodniczącym Towarzystwa Języka Ukraińskiego im. Tarasa Szewczenki.
Od 21 października 2005 był deputowanym IV kadencji Rady Najwyższej Ukrainy z ramienia Ukraińskiej Partii Ludowej.
Był autorem wielu tomów wierszy, m.in. Miłość i nienawiść (1953), Moja ziemia (1955), Czarna nić (1958), Wzywa prawda! (1958), Tajemnica twojej twarzy (1979), Spirala (1984), Nostalgia (1998), Poświadczam życie (2000), Naparstek (2002), jak również tłumaczem poezji anglojęzycznej (między innymi sonetów Szekspira), polskiej, bułgarskiej, rosyjskiej i innych.
Jego poezje stanowią część dwóch antologii Bohdana Zadury: Wiersze zawsze są wolne. Przekłady z poezji ukraińskiej (Biuro Literackie – Kolegium Europy Wschodniej im. Jana Nowaka-Jeziorańskiego, Wrocław 2005, ISBN 83-8851-563-2; wydanie 2: Biuro Literackie – Kolegium Europy Wschodniej im. Jana Nowaka-Jeziorańskiego, Wrocław 2007, ISBN 978-83-60602-46-1) oraz 100 wierszy wolnych z Ukrainy (Biuro Literackie, Kołobrzeg 2022, ISBN 978-83-67249-06-5).
W 2008 otrzymał nagrodę literacka ZAiKS-u dla tłumaczy.
Był współtwórcą Deklaracji Niepodległości Ukrainy. Od października 1995 do maja 1998 był ambasadorem Ukrainy na Słowacji, w latach 1999–2001 ambasadorem Ukrainy w Polsce.
Zmarł 29 stycznia 2023 roku.

## Ordery i odznaczenia
- Order Wolności (2015, Ukraina)[4]
- Krzyż Komandorski z Gwiazdą Orderu Odrodzenia Polski (Polska, 2014)[5]
- Krzyż Komandorski z Gwiazdą Orderu Zasługi Rzeczypospolitej Polskiej (Polska, 2001)[6]
- Krzyż Komandorski Orderu Zasługi Rzeczypospolitej Polskiej (Polska, 1993)[7]